# Брагино (Красноярский край)
Брагино — село в Курагинском районе Красноярского края, административный центр Брагинского сельсовета.

## География
Село находится в западной части района примерно в 24 километрах к северу от райцентра поселка Курагино. Село вытянуто вдоль реки Терехта.

## Климат
Климат резко континентальный с холодной зимой и жарким летом, суровый, с большими годовыми и суточными амплитудами температуры. Среднегодовая температура воздуха в северо-западной части — 1,5°С. Зима суровая и продолжительная. Морозы доходит до минус 40°С. Лето теплое, продолжается свыше двух месяцев. Безморозный период длится 106 дней; дней с температурой 5°С и более — 129. Средне-годовая температура колеблется от 0°С до минус 1°С. Продолжительность безморозного периода в центре котловины от 105 дней до 97 дней. Количество осадков 320—500 мм. Максимум осадков приходится на лето.

## История
Село основано в 1869 году в качестве деревни переселенцами из Вятской и Тамбовской губерний. Название дано по фамилии основателя. В советское время работал колхоз «Хлебороб» и Брагинский совхоз.

## Население
| 2010 |
| ---- |
| 659  |

Постоянное население составляло 787 человек в 2002 году (94 % русские).

## Инфраструктура
В селе расположены школа, фельдшерско-акушерский пункт, дом культуры, библиотека.